# 聯合國大會第377號決議

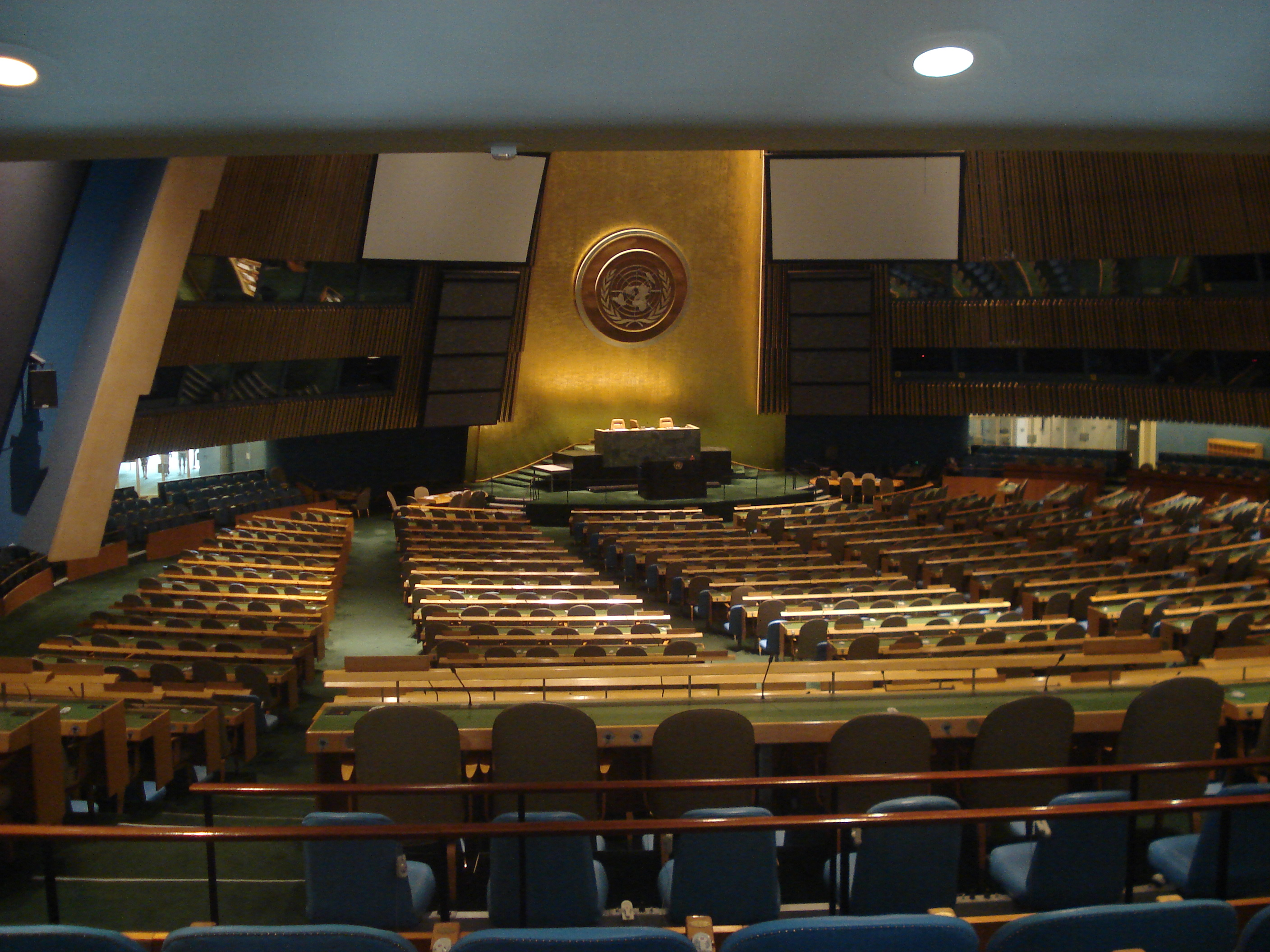
聯合國大會

联合国大会377号决议，即所谓“联合一致共策和平”决议，是1950年10月美国在联合国提出的一项决议。其决议的内容是，在联合国安理会成员国无法达成一致的情况下，可以由联合国大会授权采取包括武力在內的集體行动來维持国际和平。全文以52票支持、5票反對、2票弃权获得通过。
不同于安理会通过的决议，在联合国大会通过的决议大多是象征意义而不是实际力量，任何措施均由安理会负责最后实施，反对者可以在安理会设法阻止维和部队的派遣；盡管如此，此決議亦催生了召開聯合國大會緊急特別會議的途徑，藉此對安理會的決策施加壓力。美国引入这项决议主要是當時朝鲜战争的背景需要绕开苏联的否决权，而該决议的首次援引即是在朝鲜战争期間。

## 引自原文
“……安全理事會遇似有威脅和平、破壞和平、或侵略行爲發生之時，如因常任理事國未能一致同意，而不能行使其維持國際和平及安全之主要責任，則大會應立卽考慮此事，俾得向會員國提出集體辦法之妥當建議，倘係破壞和平或侵略行爲，並得建議於必要時使用武力，以維持或恢復國際和平與安全。”